# Шал піднесень
Шал або Шал піднесень — олійний живопис Владислава Подковіньського з 1894 року. Це одна з найвідоміших польських картин, яку фахівці мистецтва вважають першою вагомою роботою напряму символізму в польському живописі. Під час першої публічної виставки викликала розголос та суперечки. Знищена автором, була відновлена після його смерті Вітольдом Урбанським, придбана Феліксом Ясенським, подарована Національному музею в Кракові, в колекції якого знаходиться з 1920 року.

## Опис
Картина є актом, що зображує оголену рудоволосу жінку на скаженому карому коні, що стає дибки. Тварина оголює зуби, має висунутий язик і розширені ніздрі, котить піну з рота. Жінка сидить на ньому без сідла, обіймає за шию, очі має заплющені, її розпущене волосся сплітається з кінською гривою. Полотно заввишки понад три метри й представляє фігури в натуральному розмірі.
Діапазон кольорів досить обмежений — складається з чорного, коричневого та сірого, що контрастує з білим та жовтим. Малюнок поділяється на світлу і темну частини (див. також: світлотінь). Лівий верхній кут освітлений, чим спрямовує увагу на яскраву фігуру жінки та морду коня. Права сторона малюнка зображує завихрену темряву, в якій важко помітити зад коня та хвіст.

## Історія картини

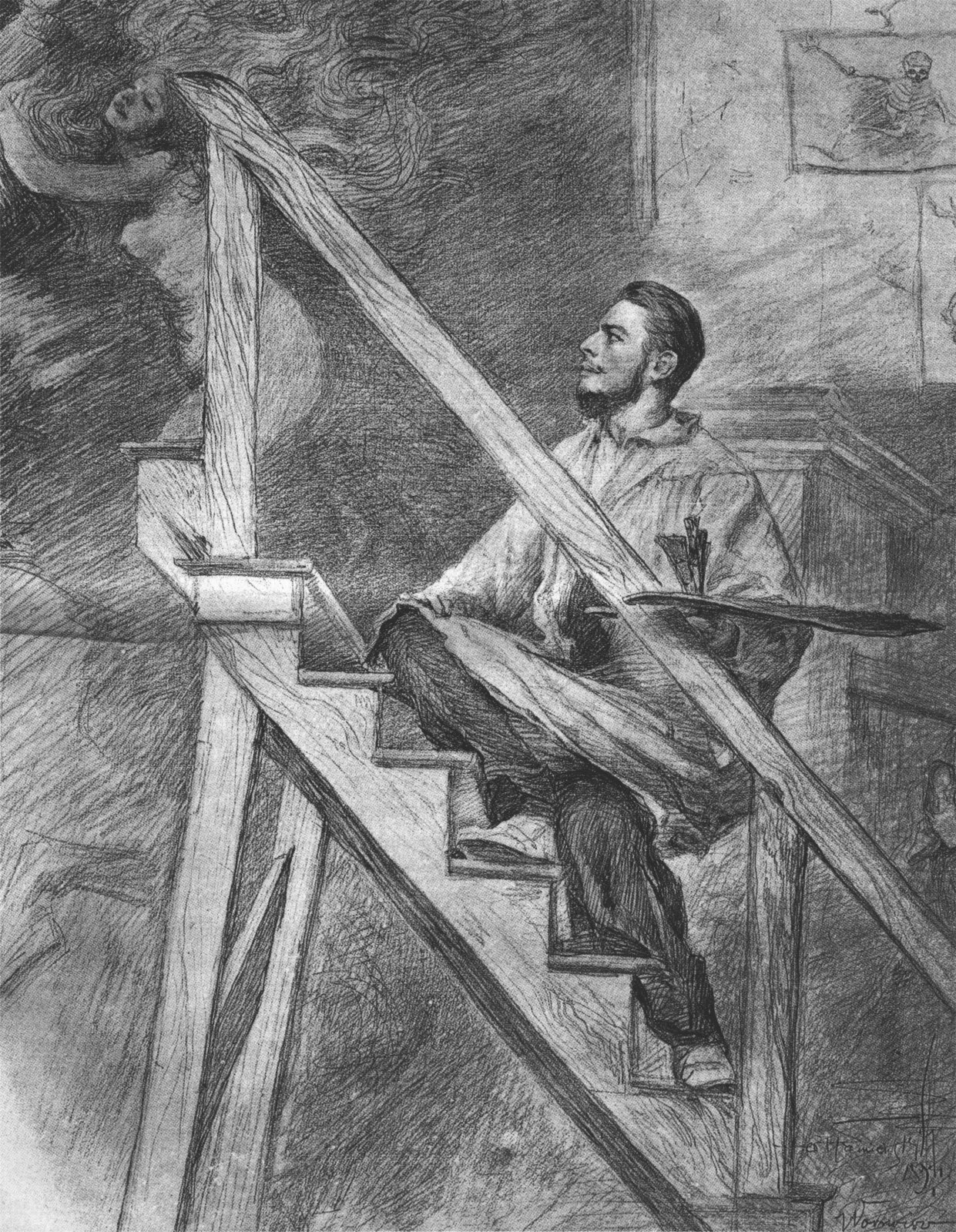
Владислав Подковінський що малює «Шал», Антоні Каміньський, 1895 рік

### Створення твору
За розповідями друга художника Стефана Лаурисевича, ідея картини виникла ще в 1889 році, під час перебування в Парижі; бачення жінки, що їде на скаженому коні, незмірно поглинуло його і позбавило його спокою. Протягом декількох років він розробляв ескізи до картини. У 1893 році картина вже була сформована в загальних обрисах, про що свідчить масляний ескіз, зроблений в техніці імпресіонізму. У подальшому творчому процесі живописець обмежував колірну гаму, відмовився від імпресіоністської манери й остаточно не включив мотив лавини каменів, що падають зі скелястого схилу у пізніші твори. Полотно було створено у Варшаві протягом трьох місяців на рубежі 1893—1894 років у майстерні художника: скляному бельведері палацу Коссаковських. Останні тижні живописець хворів і, за його словами, малював майже з ліжка.

### Перша виставка
Твір був вперше виставлений у варшавській Захенті 18 березня 1894 року. Виставка супроводжувалася атмосферою сенсації та скандалу. У перший день картину побачили 1000 глядачів, а за 36 днів виставки загалом 12 000 людей, які принесли в касу галереї майже 350 рублів доходу.
Попри успіх картини, не могла вона знайти свого покупця: найвища ставка становила 3 тисячі рублів, тоді як художник вимагав 10 тисяч.
Вранці 24 квітня 1894 року (37 день виставки), безпосередньо перед запланованим закінченням виставки, картина була порізана автором ножем. Художник невиразно говорив про мотиви такої дії. Згідно зі ставленням до події Александра Свентоховського, художник вирішив, що виконавши свій обов'язок перед публікою в дні, коли картина повинна бути знята, замість просто її заховати, прагнув констатувати отриманий досвід, досвід цілком індивідуальний. Віктор Гомулицький написав його зізнання, згідно з якими руйнування картини було пекельним моментом: він асоціював розірване полотно з криком, а вигляд риштувань з кістками. Також скаржився словами: … Я приніс в жертву річ, що була мені найдорожчою на даний момент. І якби я був принаймні впевнений, що жертва моя не буде даремною, що вчинок буде зрозумілий і оцінений.
Рішення художника могло бути викликане чутками що кружляли в даному середовищі про жінку, яка нібито зображена на картині, до якої художник повинен був почувати невзаємне почуття. Знищення картини та передчасна смерть Подковіньського підживлювали ці спекулювання, додаючи до легенди також і самогубство. Передумовою цієї гіпотези є сліди порізів на полотні, що свідчать про те, що саме фігура жінки була ціллю нападу. Об'єктом почуттів художника могла стати Ева Котарбінська, з якою він познайомився під час літнього перебування у палаці Вінцентини Карської у Хшенсне під Варшавою. Була вона брюнеткою, однак Гелена Кініорська у своїх спогадах, написаних на прохання Вєслави Вержховської, зазначила: сім'я людини, в яку він нещасно закохався, побачила її схожість із жінкою із «Шалу» і в гострих словах осуду звернулася до Подковіньського. Той, не витерпівши докорів і сповнений, як завжди, гордості … образ знищив.

### Після смерті творця
Після смерті Подковіньського картину відновив Вітольд Урбанський. Мати художника позичала відновлену роботу через посередника для виставок, в тому числі у Лодзі, Кракові та навіть Москві та Петербурзі. Зрештою, полотно було придбано в 1901 році Феліксом Ясєнським за 1000 рублів, а в 1920 році він подарував його Національному музею в Кракові.

## Відгуки
Більшість критиків та аудиторії сприйняли картину із захопленням, попри дорікання зі сторони знавців мистецтва щодо технічних помилок. З боку консервативних міщан (так званих «філістрів») пролунало кілька голосів обурення на роботу, як є обурливою та образливою щодо звичаїв.

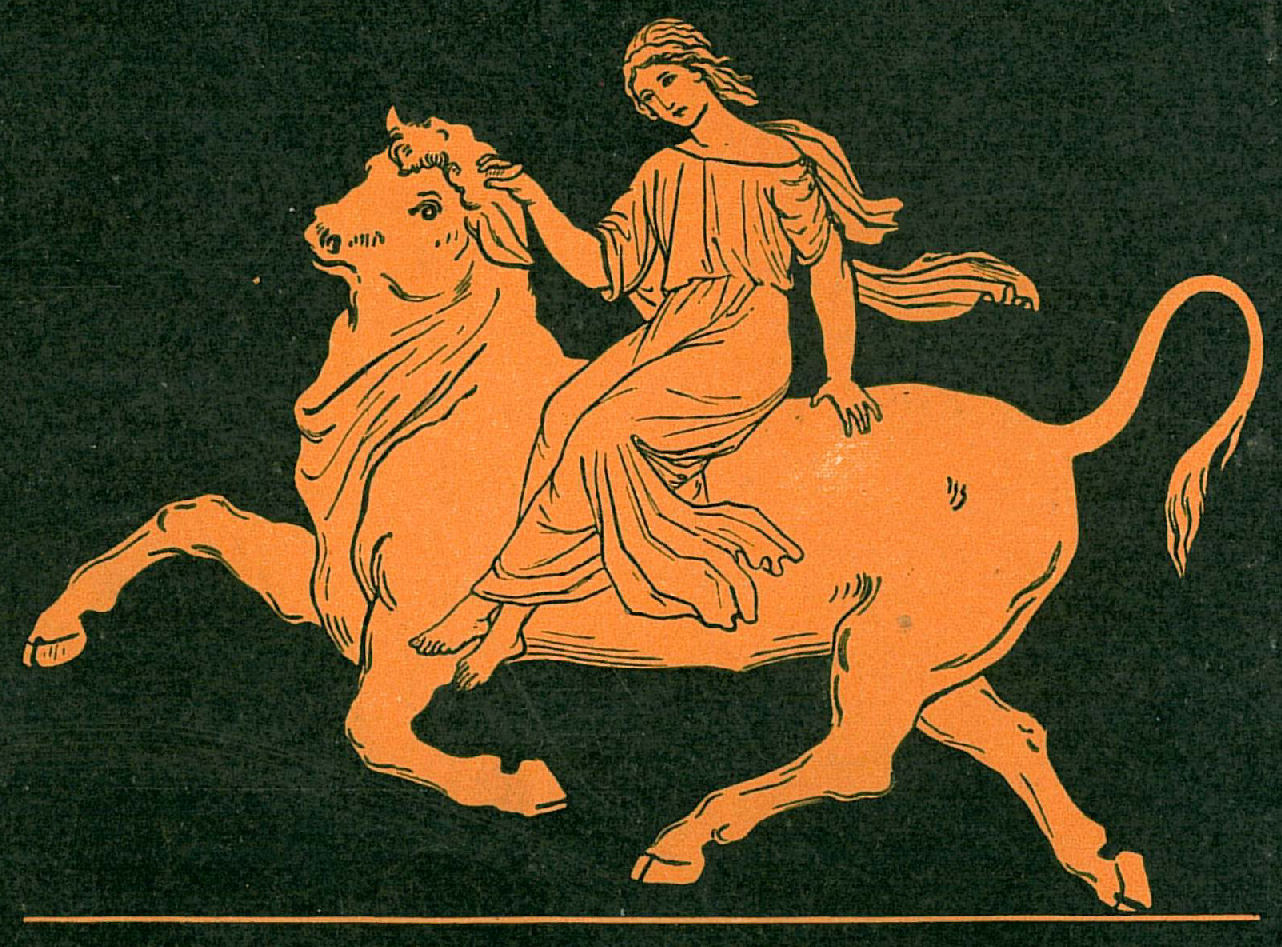
Європа, яку ніс Зевс під виглядом бика

На картині просліджувалось посилання на міф про Європу. В алегоричному шарі повідомлення було визнано, що жінка, яку перевозив демонічний румак, була викрадена еротичною пристрастю, а цей образ символізував руйнівну силу інстинктів. Рецензент тижневика «Край» писав:
|  | Це є шал розумового сп'яніння, але відмінний цілком від шалів класичних, середньовічних і філософсько-розпусних (...) Не є це навіть шал романтичний (...) межує безпосередньо із відомим з психіатрії руйнівним шалом — вбивчим або самогубчим. |

Нині зображення прийнято як попередник твору тенденцій символізму в польському живописі. Сучасні Подковінському творці молодшого покоління бачили в ньому маніфест нового мистецтва, що бунтується проти існуючих канонів. Критики того часу, підкреслюючи унікальність твору, відмовилися, проте віднести його до якоїсь течії. Стефан Лаурисевич писав:
|  | Така праця з усією оригінальністю своїх вад і величі своєї гідності повинна стати окремо, як виокремлене мистецтво великого таланту, що не прагне до жодного напрямку. |

Картина залишалася однією з найвідоміших і найвпізнаваніших робіт в історії польського живопису. На думку критика мистецтва Єжи Мадейського, вона є такою ж популярною, як і твори Яна Матейка.

## Натхнення та асоціації
Шал піднесень часто є відтворюваним, створюються також його репліки у виконанні сучасних художників. У 1899 році великої популярності набула п'єса Яна Августа Кіселевського із назвою «В сітях», головна героїня якої — студентка живопису, зачарована виставкою Шалу. Яцек Качмарський у пісні «Епітафія для Володимира Висоцького» згадував картину Подковіньського:
Сюди до мене! Сюди до мене!
Руда хапає мене дівчина своїми долоньми
І до кінської гриви в'яже
Шарпає гривою — румак рже!
Вона — що тобі є мій княже? -
Шепоче мені…

Творці фільму «Привид» (пол. Widziadło) з 1983 року мотив оголеної жінки на коні пов'язали як символ еротизму. На Національному фестивалі польської пісні в Ополі в 1994 році під час кабаре Яцек Войцицький виконав Пісню коня згідно з «Шалом піднесень» Подковіньського на сторіччя створення картини (текст: Лешек Вуйтович, музика: Ева Корнецька), в якій кінь з картини Подковинського скаржиться на долю та грозить художнику:
Тож мчуся далі, мчуся наосліп,
Та будь обережним, нещасний художник,
Бо як розлючусь, то бабу скину,
І тоді я зникну з цієї картини!

Цій картині присвятила свій "малярський образок" "Шал" українська письменниця міжвоєнної Галичини Дарія Віконська (Йоанна Кароліна Федорович-Малицька, 1893-1945), авторка поезій в прозі, нарисів та літературно критичних статей, збірки "Райська яблінка" (1931).
"Дивний образ!.. Образ? - вислів того, чим у полум'янім пориві була візія його творця — гін назустріч Абсолюту, Стихії.
Біле жіноче тіло в хмарі диму та вогню. Яку дивну форму має ся хмара! Вона клубиться невпинно новими постатями, щораз сильніше, щораз химерніше — ось тепер із неї виринають ноги..., копита, чорні копита, чорний кадовб.
Рунак, неуговканий, вороний, з огненною пащею дикий Пегас без крил, чорний, без вудил, став дуба над прірвою...".

У 2007 році на обкладинці місячника Махіна (пол. Machina) розміщено фотографію співачки Тетяни Окупник, що нагадує сцену з картини. Згідно з повідомленнями преси, співачка не позувала на фото оголеною, а в купальнику, який зняли за допомогою комп'ютерної графіки.
Популярність зображення використовувалася також і в рекламі.